# Реветт, Николас
Николас Реветт (англ. Nicholas Revett, 1720 — 3 июня 1804, Брандестон) — британский архитектор и рисовальщик, исследователь античных Афин.
Николас Реветт был вторым сыном Джона Реветта из Брандестон-холла, недалеко от Фрэмлинхема в Саффолке, восточная Англия. Его мать — Элизабет, дочь Томаса Фоконбриджа. Решив стать художником, Николас в 1742 году отправился в Рим. Там он обучался живописи у Кавере Бенефиале.
В Риме Реветт познакомился с Джеймсом Стюартом, британским архитектором, получившим впоследствии прозвание «Стюарт Афинский». В 1748 году Стюарт и Реветт выпустили «Предложения о публикации точного описания древностей Афин» (Proposals for publishing an accurate Description of the Antiquities of Athens). Их план поиска первоисточников классической архитектуры привлёк внимание английских дилетантов (в то время это слово использовали без уничижительного оттенка), аристократов, проживавших тогда в Риме, и с помощью некоторых из них, в частности графа Мальтона, графа Шарлемона, Джеймса Доукинза, Роберта Вуда, исследователя Пальмиры, и других, они смогли организовать свое путешествие из Италии в Грецию.
В 1750 году Джеймс Стюарт, Николас Реветт, Гэвин Гамильтон и архитектор Мэттью Бреттингем Старший покинули Рим и уехали в Неаполь. По заказу Общества дилетантов они занимались изучением руин античных построек в Южной Италии, а затем через Балканы и порт Пула отправились в Грецию. 19 января 1751 года они выехали в Грецию и 18 марта прибыли в Афины. Они оставались в Афинах до 5 марта 1753 года. Они зарисовывали памятники и проводили их обмеры. Джеймс Стюарт первым в истории искусства опубликовал рисунки, описания и чертежи с обмерами Парфенона афинского Акрополя. Эта работа составила второй том капитального труда Стюарта и Реветта «Древности Афин».
По возвращении в Лондон в начале 1755 года Стюарт и Реветт были тепло встречены Обществом дилетантов, в правлении которого они заняли почётные места. В 1762 году они опубликовали первый том работы «Древности Афин и другие памятники Греции» (The Antiquities of Athens and Other Monuments of Greece), озаглавленный «Древности Афин, измеренные и очерченные Джеймсом Стюартом и Николасом Реветтом, художниками и архитекторами» (The Antiquities of Athens measured and delineated by James Stuart and Nicholas Revett, Painters and Architects) с посвящением королю Георгу III. Только на первый том издания подписалось более пятисот человек, и, хотя немногие из подписчиков были архитекторами или строителями, именно эта работа стала одним из важных стимулов возникновения движения «греческого возрождения» в западноевропейском искусстве XVIII века.
Успех этой книги был мгновенным, но львиная доля славы досталась Стюарту. Реветт, похоже, был этим недоволен, поскольку отдал все права на издание последующих томов Стюарту. Николас Реветт, однако, продолжал оставаться активным членом Общества дилетантов и был выбран ими для участия в экспедиции на побережье Малой Азии вместе с Ричардом Чендлером и Уильямом Парсом. Реветт взял на себя обязанности составления обмерных чертежей архитектурных памятников. Экспедиция покинула Англию в июне 1764 года и вернулась в сентябре 1766 года. Впоследствии их путевые записи, чертежи и рисунки были переданы Обществу дилетантов, члены которого поручили Реветту подготовить материалы к публикации.
Первый том «Древностей Ионии» (The Antiquities of Ionia) был опубликован в 1769 году, но второй том появился только в 1797 году. Реветт оставался видным членом общества, ему поручали выполнение различных архитектурных работ в «греческом вкусе». Одним из самых важных проектов, выполненных Реветтом, была церковь в Айот-Сент-Лоуренс (Ayot St Lawrence), графство Хертфордшир. В последние годы своей жизни архитектор столкнулся с финансовыми трудностями. Он умер 3 июня 1804 года в возрасте 84 лет и был похоронен в Брандестоне (Саффолк). Портрет Реветта был подарен мистером Уилом Институту британских архитекторов в 1825 году, он был выгравирован на фронтисписе четвёртого тома «Афинских древностей»